# Сэмпсон (лунный кратер)
Кратер Сэмпсон (лат. Sampson) — маленький ударный кратер в центральной части Моря Дождей на видимой стороне Луны. Название присвоено в честь ирландско-британского астронома Ральфа Аллена Сэмпсона (1866—1939) и утверждено Международным астрономическим союзом в 1976 г. 

## Описание кратера

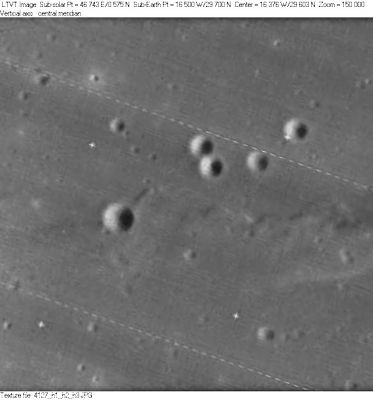
Окрестности кратера Сэмпсон (крайний слева). Снимок зонда Lunar Orbiter - IV.

Ближайшими соседями кратера Сэмпсон являются кратер Мак-Дональд на западе-северо-западе; кратер Ландштейнер на северо-востоке и кратер Тимохарис на юго-востоке. На востоке от кратера расположена гряда Гребау; на юге-юго-западе — гряда Хигази. Селенографические координаты центра кратера 29°35′ с. ш. 16°32′ з. д. / 29,58° с. ш. 16,53° з. д., диаметр 1,8 км, глубина 130 м.
Кратер Сэмпсон имеет циркулярную чашеобразную форму и практически не разрушен. Вал с четко очерченной острой кромкой, гладким внутренним склоном с высоким альбедо и темными радиальными полосами. Высота вала над окружающей местностью достигает 40 м, объем кратера составляет приблизительно 0,04 км³. По морфологическим признакам кратер относится к типу ALC (по названию типичного представителя этого класса — кратера Аль-Баттани C).

## Сателлитные кратеры
Отсутствуют.

## См.также
- Список кратеров на Луне
- Лунный кратер
- Морфологический каталог кратеров Луны
- Планетная номенклатура
- Селенография
- Минералогия Луны
- Геология Луны
- Поздняя тяжёлая бомбардировка